# Ceratonyx permagnaria
Ceratonyx permagnaria là một loài bướm đêm trong họ Geometridae.